# Dorfkirche Dörrwalde

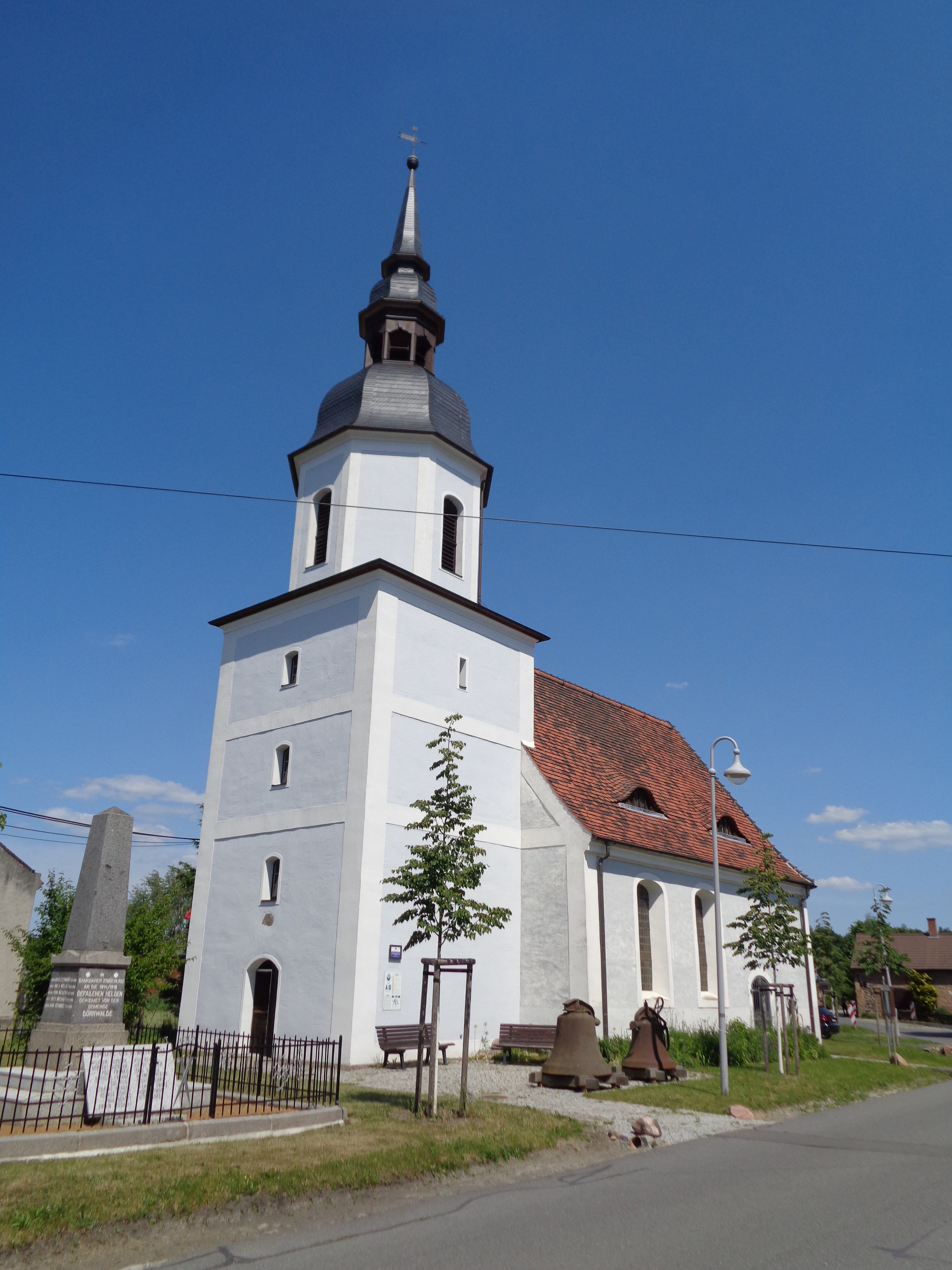
Dorfkirche Dörrwalde (2018)

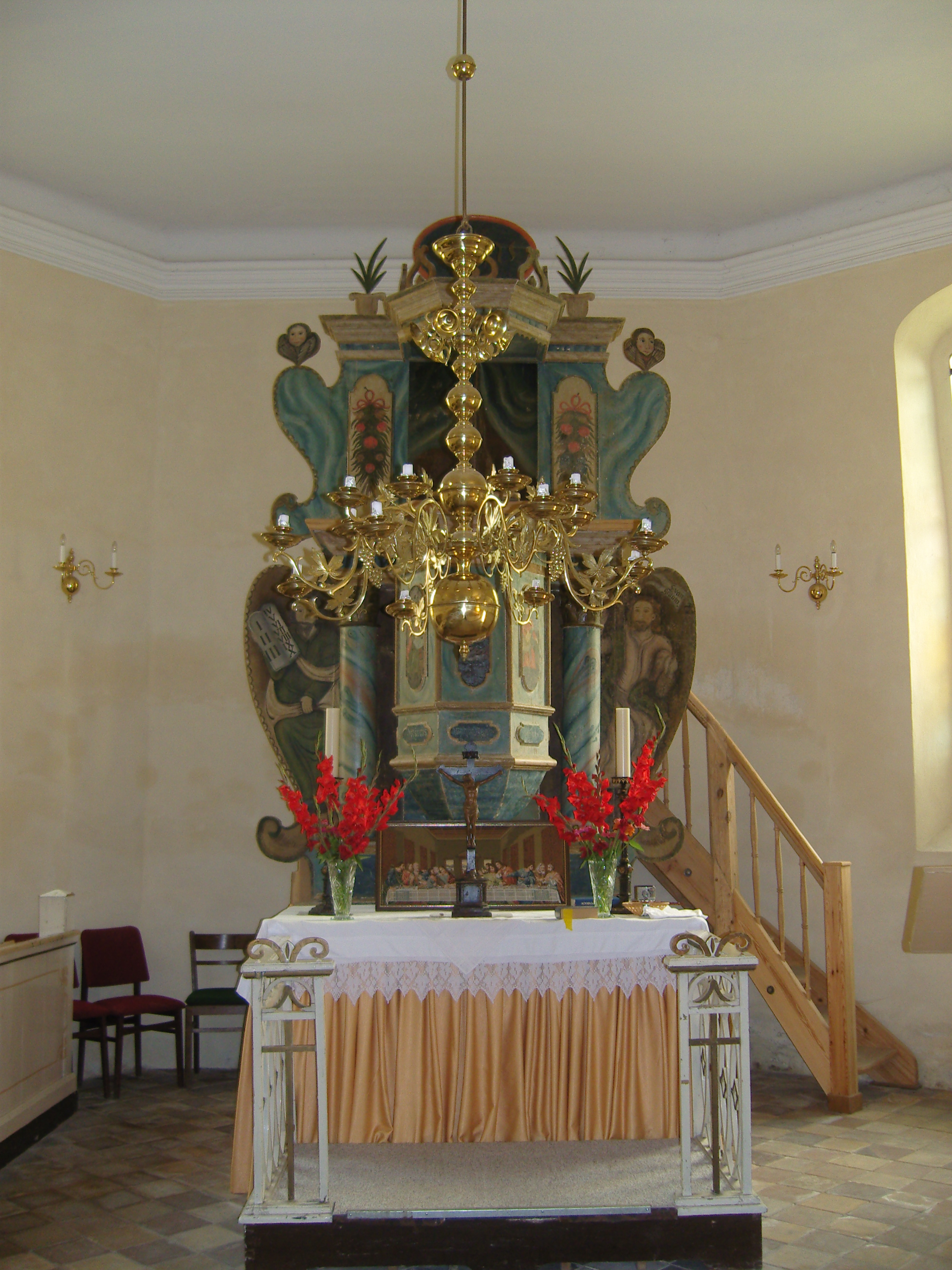
Altar im Inneren der Dorfkirche (2009)

Die Dorfkirche Dörrwalde ist das Kirchengebäude in dem Großräschener Ortsteil Dörrwalde im Landkreis Oberspreewald-Lausitz im Süden des Landes Brandenburg. Das Gebäude gehört der Kirchengemeinde Großräschen im Kirchenkreis Niederlausitz, der Teil der Evangelischen Kirche Berlin-Brandenburg-schlesische Oberlausitz ist. Es steht unter Denkmalschutz.

## Architektur und Geschichte
Die Kirche in Dörrwalde wurde in den Jahren 1766 und 1767 gebaut und am 29. September 1767, dem Michaelistag, eingeweiht. Das Gebäude ist ein rechteckiger Putzbau im barocken Stil mit dreiseitigem Ostschluss. Die heutige Ausstattung stammt aus der Bauzeit und teilweise aus dem 19. Jahrhundert. Im Jahr 1868 erhielt die Kirche eine Orgel, die von dem Orgelbauer Johann Gottlob Teschner aus Fürstenwalde gefertigt wurde. 1910 erhielt die Orgel durch Wilhelm Sauer eine Generalüberholung. Die Kirchenglocken wurden während des Ersten Weltkriegs im Jahr 1917 zum Zweck der Waffenproduktion eingeschmolzen.
Vermutlich als Folge der Grundwasserabsenkung durch die umliegenden Braunkohletagebaue stürzte der Kirchturm im 17. Dezember 1974 teilweise ein, die Reste des Turms wurden daraufhin im Januar 1975 abgetragen. Da Dörrwalde für die Devastierung vorgesehen war, wurde die Kirche seit den 1970er Jahren aufgrund fehlender Genehmigungen nicht mehr restauriert. Erst im Jahr 1993 wurde der Umsiedlungsbeschluss rückgängig gemacht. Danach wurden das Dach und der Dachstuhl, das Kirchenschiff sowie die Fenster und Türen einer umfangreichen Restaurierung unterzogen. Der Turm mit oktogonalem Aufsatz und Schweifhaube wurde im Jahr 2011 rekonstruiert, am 21. September 2011 wurde Richtfest gefeiert. Am 6. Juni 2015 wurden die neuen Kirchenglocken eingeweiht.
Die Kirchengemeinde Dörrwalde gehörte ursprünglich zum Kirchenkreis Senftenberg in der Evangelischen Landeskirche der älteren Provinzen Preußens und nach deren Zerfall ab 1945 zur Landeskirche Evangelische Kirche von Berlin-Brandenburg. Die Kirchengemeinden Dörrwalde schloss sich später mit den Kirchengemeinde Bückgen und Großräschen zusammen. Der Kirchenkreis Senftenberg fusionierte am 1. Juli 1998 mit dem Kirchenkreis Spremberg zum Kirchenkreis Senftenberg-Spremberg. Die Evangelische Kirche von Berlin-Brandenburg und die Evangelische Kirche der schlesischen Oberlausitz schlossen sich 2004 zur Evangelischen Kirche Berlin-Brandenburg-schlesische Oberlausitz zusammen. Der Kirchenkreis Senftenberg-Spremberg wurde am 1. Januar 2020 aufgelöst, seitdem gehört die Kirchengemeinde Großräschen zum Kirchenkreis Niederlausitz.